# Наджиб ад-Даула

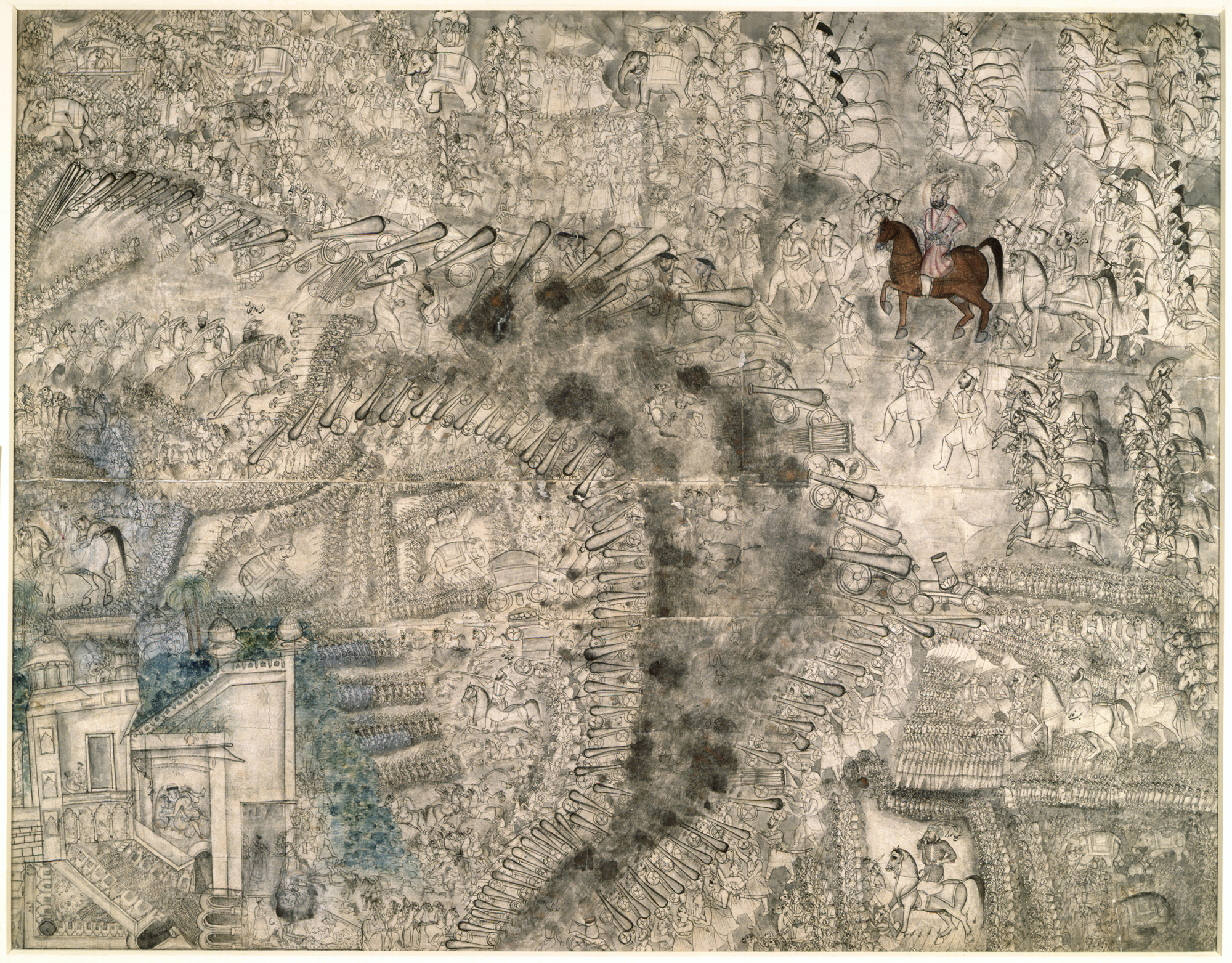
Третья битва при Панипате, 13 января 1761 года, Наджиб ад-Даула и Шуджа-уд-Даула, слева от Ахмад-шаха Дуррани, изображенного на гнедом коне.

Наджиб ад-Даула (пушту نجيب الدوله‎), также известный как Наджиб Хан Юсуфзай (пушту نجيب خان‎) (начало XVIII века — 30 октября 1770) — афганский лидер из племени Юсуфзай, который ранее служил в армии Великих Моголов, но позже покинул дело Великих Моголов и присоединился к Ахмед-Шаху Абдали в 1757 году в его нападении на Дели. Он также был главой дома Рохилкханда, а в 1740-х годах основал город Наджибабад в округе Биджнор, Индия. Он сыграл важную роль в победе в Третьей битве при Панипате.
Он начал свою карьеру в 1743 году как иммигрант из деревни Сваби, район Сваби Хайбер-Пахтунхва, в качестве солдата. Он был подчиненным Имад-уль-Мулька, но позже оставил дело Великих Моголов и присоединился к Ахмед-Шаху Абдали в 1757 году в его нападении на Дели. Затем Абдали назначил его Мир Бакши императора Великих Моголов. Позже в своей карьере он был известен как Наджиб ад-Даула, Амир аль-Умра, Шуджа ад-Даула. С 1757 по 1770 год он был губернатором Сахаранпура, правя Дехрадуном. Многие архитектурные реликвии периода Рохиллов, в том числе руины в Наджибабаде, находились под его надзором, который он основал на пике своей карьеры в качестве министра Великих Моголов.

## Биография
Наджиб-хан принадлежал к роду Умар-Хель ветви Манданр племени Юсуфзай афганцев и родился в Назар-Хель, деревне Сваби, Хайбер-Пахтунхва.  Он переселился в 1739 году из деревни Мохаллах-Назар-Хель Сваби, район Сваби, ныне Хайбер-Пахтунхва, чтобы присоединиться к своему дяде Бишарат-хану, который поселился со своими семьями пуштунов в Бишаратнагаре, недалеко от Рампура. В 1749 году Али Мохаммед-хан (1714—1749), который к 1740 году захватил большую часть Рохилкханда, отдал Наджиб-хану северную часть, где он основал нынешний город Наджибабад, став независим от других племен рохилла и получил титул "Наджиб ад-Даула’.

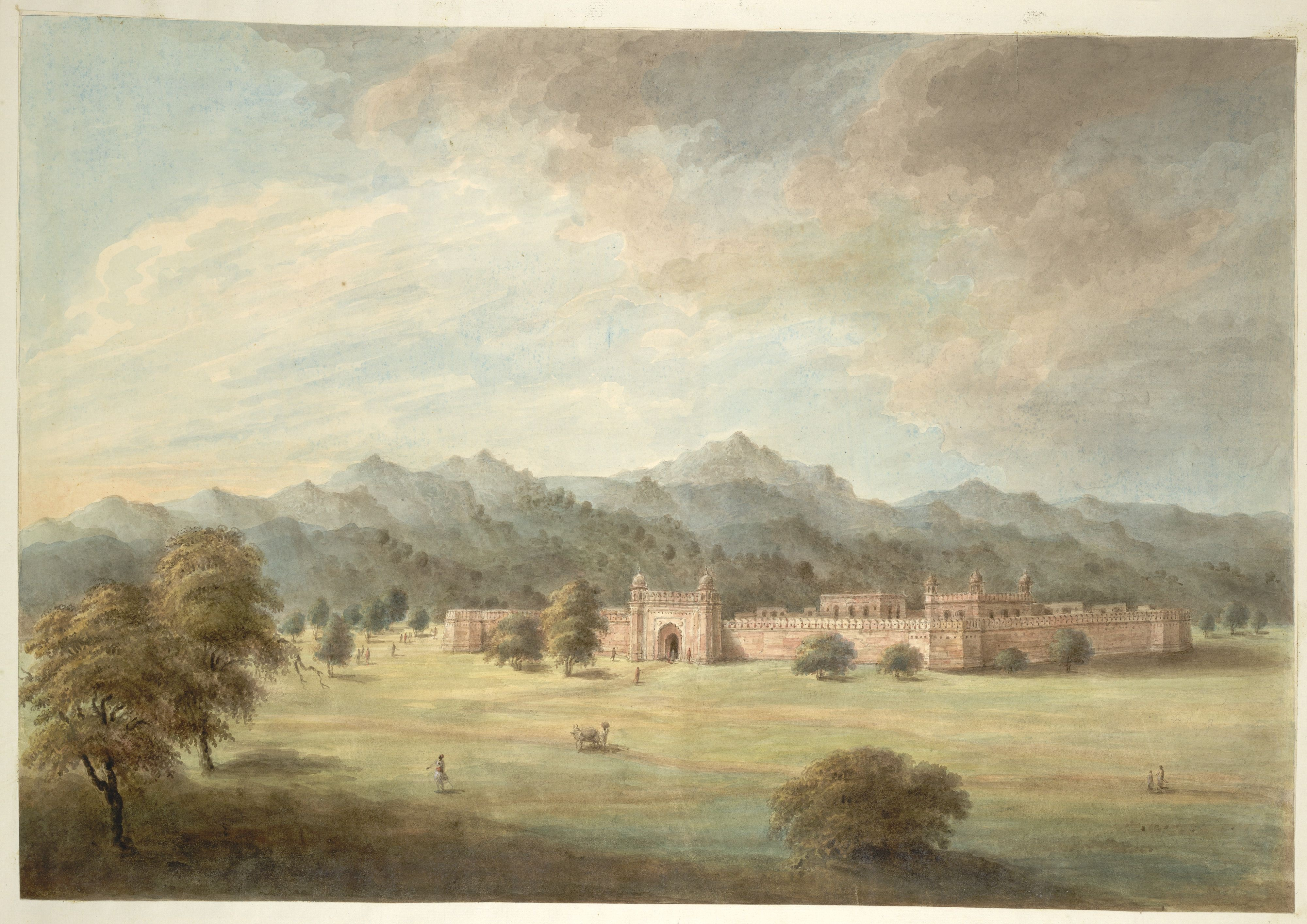
Форт Паттхаргарх за пределами Наджибабада, построенный Наджибом ад-Даулой в 1755 году

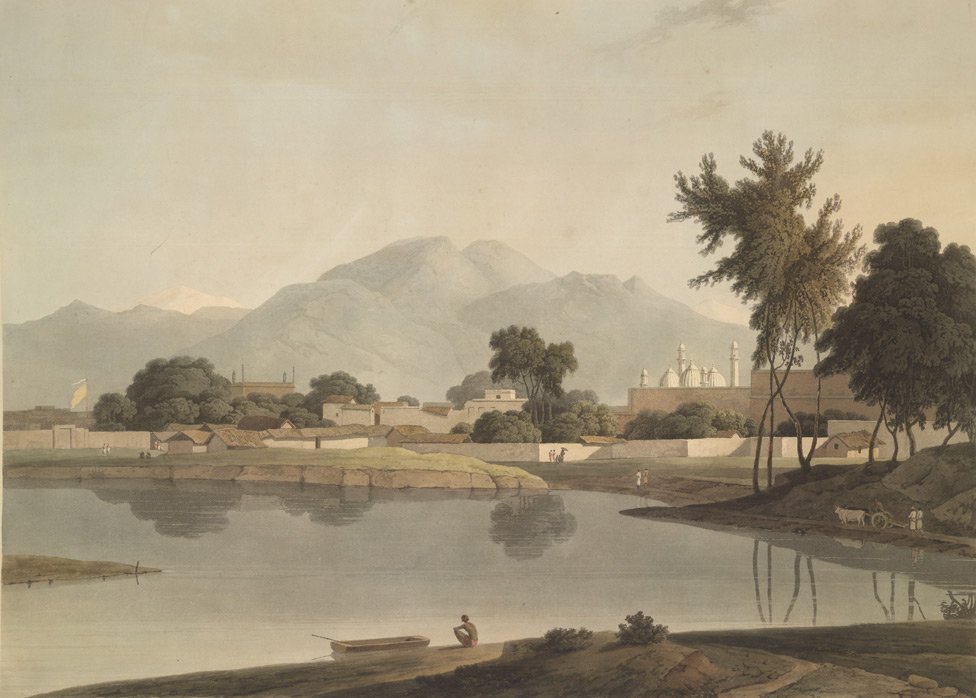
Наджибабад, ок. 1784-94, трехкупольная мечеть Джами и входные ворота во дворец Рохилла

Имад-уль-Мульк назначил Наджиба ад-Даулу губернатором Сахаранпура. В 1757 году Наджиб ад-Даула, который в то время был губернатором Сахаранпура при империи Великих Моголов, вторгся в город Дехрадун со своей армией рохиллов и правил этим районом в течение следующего десятилетия. Его правление было известно своим управлением и освоением земельных ресурсов, что привело к широкому развитию и процветанию в этом районе с упором на сельское хозяйство и ирригацию. Многие манговые рощи, созданные в этом районе, существуют и по сей день. Хотя после его смерти в 1770 году силы маратхов изгнали рохиллов.

## Конфликт с маратхами

### Битва за Дели (1757)
Вторжение Ахмад-Шаха Абдали в 1757 году оставило Наджиба под эффективным контролем Дели, который был назначен на пост «Мир Бакши». Он стал фактическим правителем Дели, в то время как император Великих Моголов остался без реальной власти. Его войскам пришлось столкнуться с наступающими маратхами в битве за Дели (1757). Дели был захвачен маратхами, и ему разрешили безопасно покинуть Дели.

### Третья битва при Панипате
В Третьей битве при Панипате в 1761 году, во время завоеваний маратхов, он вступил в союз с империей Дуррани во главе с Ахмад-Шахом Дуррани (также известным как Ахмад Шах Абдали), против маратхов. Наджиб Хан был достаточно умен, чтобы понять изменившиеся реалии после Третьей битвы при Панипате. Его блестящая политическая проницательность была использована Ахмад-Шахом Абдали, чтобы изолировать маратхов и помешать им получить хотя бы одного союзника во время конфликта с властью Дуррани. Его отказ подписать договор с маратхами, был главной причиной битвы при Панипате. Он присоединился к Ахмад-Шаху Дуррани во главе 40 000 солдат рохилла и 70 орудий. Он также убедил Шуджа ад-Даулу, наваба Ауда, присоединиться к войскам Ахмад-шаха Абдали против маратхов. В этой битве маратхи потерпели поражение, и, как следствие, власть пуштунского племени Рохилла возросла. Однако маратхи восстановились за короткий срок в 10 лет и под руководством Махаджи Шинде вернули Дели в 1771 году, восстановив на троне ослабленного императора Великих Моголов Шаха Алама II под сюзеренитетом маратхов.
После войны Наджиб ад-Даула был назначен Мир Бакши императора Великих Моголов. Ему пришлось стать правителем штата Дели с пустой казной и территорией, ограниченной границами города Дели.
Наджиб хан был пуштунским солдатом удачи; он добился руки дочери Данде хана, одного из вождей рохилкхандских пуштунов. Награжденный этим правителем за управление округом, ныне Биджнор, в северо-западной части Рохилкханда, он присоединился к делу наваба Ауда Сафдар Джанга, когда этот министр оккупировал страну; но из-за опалы последнего принимал участие в кампаниях Гази-уд-дина. Когда визирь впервые задумал проект нападения на правительство, он послал Наджиба во главе отряда моголов оккупировать район, около Сахаранпура, тогда известного как Бавани-Махал, который сформировал джагир бывшего вазир-хана ханана.
Таким образом, эта территория, в свою очередь, была отделена от Империи Великих Моголов и сохранялась в течение двух поколений в семье Наджиба. Он правил пришедшей в упадок Империей девять лет и умер мирной смертью, оставив своих подопечных в улучшенном и окрепшем состоянии, готовыми принять законного монарха.

### Администратор Дели

Наджиб ад-Даула имел большое отношение к возвращению власти Великих Моголов в Индии после Панипата; примечание: территории тех, кто лоялен к Великому Моголу в (Зеленый).

Наджиб ад-Даула имел большое отношение к возвращению власти Великих Моголов в Индии после Панипата. Будучи администратором Дели и центральных районов империи, включая Агру, Наджиб ад-Даула не смог остановить восстания джатов, возглавляемые раджой Сураджем Малом. Во время одного массированного нападения джаты и их лидеры захватили гарнизон моголов в Агре, разграбив город и разграбив два серебряных входа в знаменитый Тадж-Махал в 1764 году.

## Смерть
После защиты Рохилкханда, Дели и Агры в течение почти десяти лет в качестве регента Империи Великих Моголов он заболел и умер 30 октября 1770 года.

## Преемник
После его смерти ему наследовал его сын Забита Хан. Его кладбище до сих пор находится в современном Наджибабаде, где до сих пор существует форт Паттхаргарх.

## Разрушение его гробницы маратхами
Его старший сын Забита Хан потерпел поражение от маратхов во главе с Махаджи Шинде в 1772 году, а форт Патаргарх был полностью разграблен маратхами с лошадьми, слонами, оружием и другими ценными вещами. Это было сделано, чтобы отомстить за смерть маратхских воинов, павших в битвах при Дели и Панипате, маратхи также разрушили могилу Наджиба и разбросали его кости.
Несколько лет спустя, в ходе последующей Первой рохиллской войны (1773—1774), Рохиллы подверглись нападению наваба Ауда с помощью сил Британской Ост-Индской компании. Когда в апреле 1774 года был убит Хафиз Рахмат-хан, они потерпели поражение, а Рохилкханд был разграблен; а позже власти Рохиллов к востоку от Ганга пришел конец, и в Лал-Данге был заключен окончательный договор, по которому территория была включена в состав Ауда. Район был передан британцам навабом Ауда Саадатом Али ханом II в 1801 году.

## В популярной культуре
- В 1994 году в хинди-сериале «Великая маратха» персонажа Наджиба сыграл Ирфан Хан.
- В болливудском фильме 2019 года «Панипат» Наджиб, которого играет Мантра, появляется в качестве одного из главных антагонистов.